# Culver Line

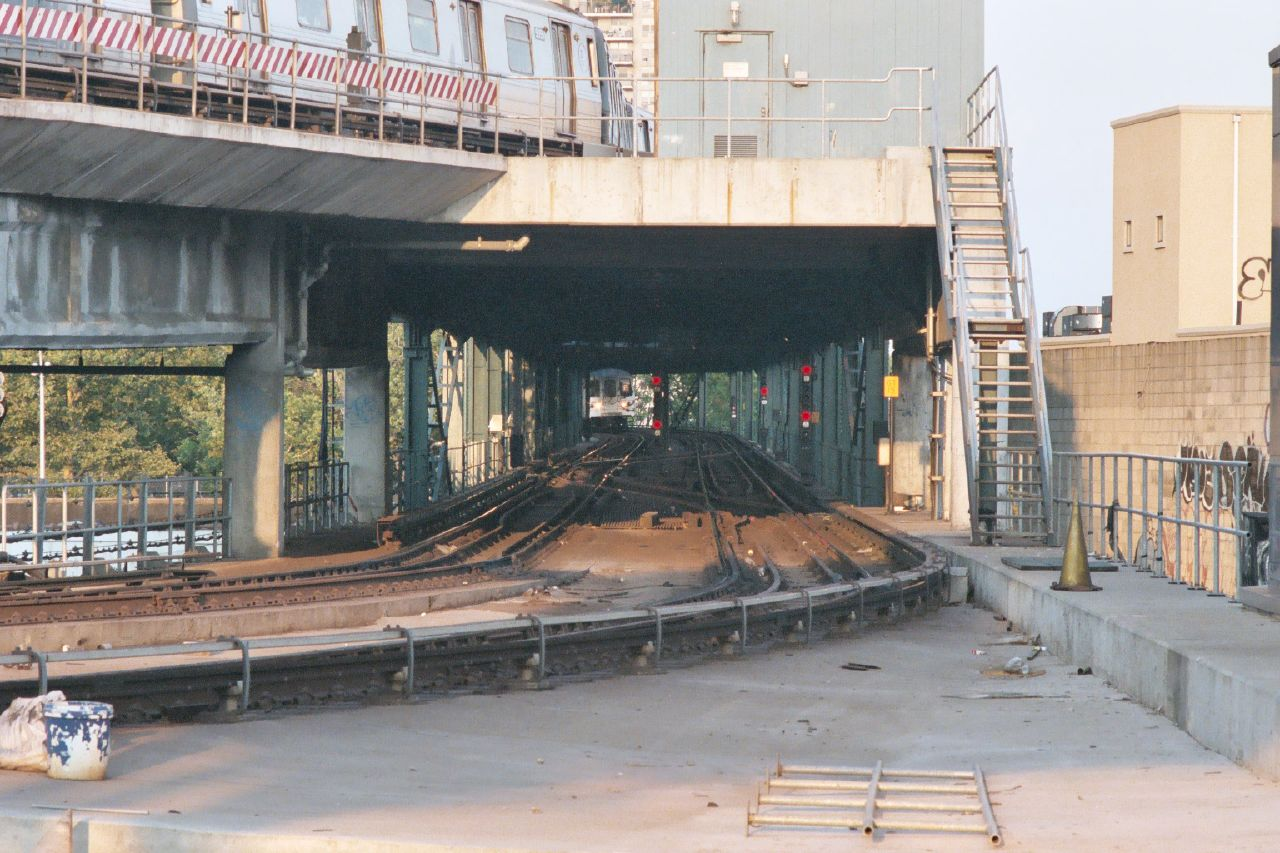
De sporen van de Culver Line bij het verlaten van Coney Island-Stillwell Avenue op het laagste van de twee niveaus, onder het traject van de Brighton Line

De Culver Line is een metrolijntraject van de New York City Subway volledig gelegen in de borough Brooklyn van New York. De buurten Downtown Brooklyn, Cobble Hill, Caroll Gardens, Gowanus, Park Slope, Windsor Terrace, Kensington, Midwood, Gravesend en Coney Island worden bediend. Het traject wordt met een lokale treindienst, stoppend aan alle stations, verzorgd door metrolijn F. De spoorlijn met vier sporen biedt ruimte voor een sneldienst, metrolijn < F > die een selectie van stations bedient. Het traject tussen Bergen Street en Church Avenue wordt ook verzorgd door metrolijn G. De zuidelijke terminus is het metrostation Coney Island-Stillwell Avenue in Coney Island, de lijn loopt vervolgens noordwaarts tot Downtown Brooklyn. De Culver Line gaat nog in Brooklyn over in de Sixth Avenue Line voor het station York Street. Deze lijn kruist de East River door de Rutgers Street Tunnel waarna Sixth Avenue Line verder loopt langs Sixth Avenue in Manhattan. 
De oorsprong van de metrolijn was de in 1875 geopende dubbelsporige Culver Line spoorlijn uitgebaat door de Prospect Park and Coney Island Railroad. De Culver Line was genoemd naar zijn ontwerper, Andrew Culver, president van de Prospect Park and Coney Island Railroad. De lijn werd in 1899 in huur genomen door de Brooklyn Rapid Transit Company (BRT, later Brooklyn-Manhattan Transit Corporation of BMT). Het huidige traject is een samenvoeging van gedeeltes van de oude Culver Line en andere lijnen.

## Stations
Met het icoon van een rolstoel zijn de stations aangeduid die ingericht zijn in overeenstemming met de Americans with Disabilities Act van 1990.
| Station                              |  | Dienst |
| ------------------------------------ |  | ------ |
| Jay Street-MetroTech                 |  |        |
| Bergen Street                        |  |        |
| Carroll Street                       |  |        |
| Smith-Ninth Streets                  |  |        |
| 4th Avenue                           |  |        |
| 7th Avenue                           |  |        |
| 15th Street-Prospect Park            |  |        |
| Fort Hamilton Parkway                |  |        |
| Church Avenue                        |  |        |
| Ditmas Avenue                        |  |        |
| 18th Avenue                          |  |        |
| Avenue I                             |  |        |
| Bay Parkway                          |  |        |
| Avenue N                             |  |        |
| Avenue P                             |  |        |
| Kings Highway                        |  |        |
| Avenue U                             |  |        |
| Avenue X                             |  |        |
| Neptune Avenue                       |  |        |
| West Eighth Street-New York Aquarium |  |        |
| Coney Island-Stillwell Avenue        |  |        |

 ·  ·  ·  ·  ·  ·  ·  ·  · 